# Kåtatjärnen (Arvidsjaurs socken, Lappland, 728710-168884)
Kåtatjärnen är en sjö i Arvidsjaurs kommun i Lappland och ingår i Åbyälvens huvudavrinningsområde.